# Flex
Flex je jedna od prvih produciranih predstava kazališne udruge KunstTeatra, nastala u koprodukciji sa umjetničkom organizacijom Punctum.

## Povijest
„Flex“ je autorski projekt nastao iz kolektivnog, improvizacijskog rada grupe glumaca i dramaturga Ivana Penovića (koja je u istom formatu rada proizvela i predstavu „Katalonac“), a koji se bavi uredskim prostorom jedne privatne firme i njezinim zaposlenicima.
Predstava je premijerno izvedena 3. svibnja 2019. godine, te je jedna od kultnih kazališnih predstava kazališne udruge KunstTeatra.  

## Autorski tim
Redatelj: Ivan Penović

Izvode: Domagoj Janković, Karlo Mrkša, Bernard Tomić, Pavle Vrkljan

Glas u offu: Matija Čigir

Scenograf: Filip Triplat

Autori glazbe: Karlo Mrkša i Filip Triplat

Oblikovatelj svjetla: Alen Marin

Producentica: Romana Brajša

Asistentica produkcije: Hana Zrnčić Dim

Dizajner: Pavao Kuharić

Fotografkinja: Karla Jurić

## Nagrade
Nagrada hrvatskog glumišta, Zagreb

- Posebna nagrada za izniman doprinos kazališnoj umjetnosti, za sve njezine segmente, za inovativni pristup, novi smjer kazališta i specifično shvaćanje svijeta i trenutka u kojem živimo.

Festival glumca, Vinkovci

- Nagrada Ivo Fici za najboljeg mladog glumca: Bernard Tomić